# Les femmes ne sont pas des anges
Pour plus de détails, voir Fiche technique et Distribution.
Les femmes ne sont pas des anges (titre original : Frauen sind keine Engel) est un film allemand réalisé par Willi Forst sorti en 1943.

## Synopsis
Richard Anden est un réalisateur connu et il a un fort attrait pour les femmes, dont il est bien conscient. L'homme jouit de sa réputation de séducteur de femmes, mais il sépare strictement son travail de ses escapades privées. Même lors d'un voyage sur le paquebot de luxe Ariadne, qu'il entreprend avec son ami le scénariste Alfred Bolt, la belle féminité bourdonne autour de lui, notamment parce que les dames espèrent qu'elle leur offrira une protection pour une carrière cinématographique. La jeune Lola, par exemple, incarne la femme au foyer loyale et bien élevée, mais est en réalité une chanteuse ambitieuse et montre ses talents avec l'intonation de la chanson titre Les femmes ne sont pas des anges. Cependant, Anden veut être désiré pour lui-même et pas seulement en raison de sa position de pouvoir dans le studio et dans l'industrie du celluloïd.
Un soir, Anden se détend sur une chaise longue sur la terrasse lorsqu'il est témoin d'une conversation. L'histoire se déroule entre la jeune Helga Norden et un détective nommé Bandini. Le policier accuse la dame d'avoir tué son mari. Helga avoue le crime, mais affirme qu'elle a agi en état de légitime défense. En raison de sa demande de ne pas être arrêtée devant les invités à bord, la jeune détective accorde à la meurtrière présumée un délai de grâce jusqu'à ce qu'elle accoste au prochain port, soit dans sept jours. Richard, qui ne sait pas qu'il a été mêlé à une production de cette dame avec son frère dans le rôle du policier, commence immédiatement à s'intéresser à la mystérieuse Miss Norden. Au bout d'un moment, son intérêt se transforme en amour et Anden se demande s'il devrait essayer d'acheter la liberté d'Helga à Bandini avec un chèque. Aussitôt dit, aussitôt fait. Mais Bandini répond à Anden que s'il devait bientôt filmer une scène de corruption dans le film, il devrait plutôt offrir de l'argent.
À bord se trouve également l'éditrice Mme Orla. Elle, qui est en réalité la tante de Miss Norden, joue également un rôle dans cette comédie réalisée par Helga. La femme plus âgée, après avoir découvert son intérêt pour Helga, prétend à Anden qu'Helga est une menteuse. Elle et Bandini sont frères et sœurs et ne sont sur le navire à passagers que pour exempter les passagers fortunés. Lui, Anden, n'est qu'une autre victime, car Helga et Bandini font toujours le même truc : la scène d'arrestation observée. L'homme jouerait alors le cavalier de la vieille école et voudrait racheter la dame en détresse harcelée. Bien entendu, Helga Norden n’a tué personne, mais cette affirmation soulignerait l’aspect dramatique de cette comédie diffamatoire. Interrogée à ce sujet, Helga admet à Richard qu'elle n'a tué personne. Richard ne se soucie pas de tout cela, il demande à Helga d'être sa femme.
Elle dit oui. Ils se rendent tous les deux à l'autel du port voisin. Mais d'un coup, on entend "Coupez", la scène est tournée. La surprise d'Helga est grande, car elle n'est pas la seule à savoir faire des "grosses productions". Anden avait maintenant découvert grâce à son ami Bolt qui était vraiment Helga Norden et l'avait fait agir selon son propre scénario. La jeune femme, qui avait un jour soumis un scénario à Anden sans recevoir de réponse positive, s'est donné tout ce mal pour montrer au réalisateur à quel point son manuscrit était bon et qu'il pouvait constituer un merveilleux matériau de film. Sa tante Orla a apporté sa contribution pour souligner davantage la valeur d'Helga en tant qu'auteure crédible et talentueuse.
Le lendemain, Richard présente à Helga un contrat à signer. L'auteure, qui a l'impression qu'Anden la met en valeur, s'apprête à déchirer le document devant lui lorsque Richard lui fait remarquer qu'il ne s'agit en aucun cas d'une conclusion à l'acquisition de son scénario, mais plutôt d'un contrat de mariage. Et c'est ainsi qu'après toutes sortes de détours, les deux tourtereaux s'enlacent dans les bras l'un de l'autre.

## Fiche technique
- Titre français : Les femmes ne sont pas des anges
- Titre original : Frauen sind keine Engel
- Réalisation : Willi Forst
- Scénario : Géza von Cziffra
- Musique : Theo Mackeben
- Direction artistique : Julius von Borsody, Fritz Jüptner-Jonstorff
- Costumes : Fred Adlmüller
- Photographie : Jan Stallich, Hans Staudinger
- Son : Alfred Norkus (de), Otto Untersalmberger
- Montage : Hans Wolff
- Production : Willi Forst
- Société de production : Willi Forst-Film
- Pays d'origine :  Reich allemand
- Langue : allemand
- Format : Noir et blanc - 1,37:1 - Mono - 35 mm
- Genre : Comédie romantique
- Durée : 83 minutes
- Dates de sortie :
  - Troisième Reich : 23 mars 1943.
  - Pays-Bas : 11 juin 1943.
  - Suède : 11 août 1943.
  - Danemark : 18 octobre 1943.
  - Finlande : 19 décembre 1944.
  - France : 20 janvier 1944[1].
  - Espagne franquiste : 18 mai 1944.

## Distribution
- Axel von Ambesser : Richard Anden, réalisateur
- Marte Harell : Helga Norden, écrivaine
- Curd Jürgens : Bandini, "commissaire criminel"
- Richard Romanowsky : Alfred Bolt, scénariste
- Hedwig Bleibtreu : Mme Orla, éditrice
- Margot Hielscher : Lola
- Alfred Neugebauer (de) : Charles
- Gretl Heinz : Bianca
- Petra Trautmann : Kitty
- Camilla Gerzhofer : la mère de Kitty
- Angelo Ferrari : l'officier du navire
- Hans-Jürgen Brandt : Bernhardt

## Production
Le tournage de Frauen sind keine Engel commence le 21 septembre 1942 et se termine en décembre de la même année. Les coûts de production du film, produit par Willi Forst-Film pour le compte de Wien-Film, s'élèvent à 1 202 000 RM. La chanteuse Margot Hielscher interprète le générique.
Dans ses mémoires, Willy Forst avoue ne pas aimer ce film, il l'a juste réalisé pour ne pas être abandonné par le régime. Géza von Cziffra avait par hasard l'histoire prête, Forst lui donna un titre utile. Pire encore, une réglementation du Ministère de l'Éducation du peuple et de la Propagande du Reich stipulait que, pour des raisons d'économie, chaque scène ne pouvait être filmée que deux fois au maximum. Forst se contentait d'une prise puis les lapsus étaient resynchronisés.

## Article annexe
- Liste des longs métrages allemands créés sous le nazisme